# Stella Browne
Pour les articles homonymes, voir Browne.
Stella Browne (1880-1955) est une militante féministe britannique, pionnière du contrôle des naissances et de la légalisation de l’avortement.

## Biographie
Membre de la British Society for the Study of Sex Psychology, une des principales organisations du mouvement de réforme sexuelle au Royaume-Uni après la Première Guerre mondiale, elle participe aux débats de la sexologie de son temps. Elle se démarque en particulier par son discours sur la sexualité féminine qu’elle estime mal comprise par les hommes qui en donne une représentation unidimensionnelle, monogame et tournée vers la reproduction. 
Elle défend une liberté totale de choix pour les femmes dans le domaine de la procréation, faisant notamment la promotion des idées de Margaret Sanger, la fondatrice de l’American Birth Control League, dans les îles britanniques. Comme la plupart des féministes, sa position répond pour une part à des préoccupations eugénistes : le désir d’enfant lui paraît être une condition nécessaire de l’amélioration de l’espèce humaine. « En 1919, Dans The Birth Control Review, elle fait l'éloge [du sexologue et eugéniste] Havelock Ellis qui prône l'indépendance financière des femmes, au contrôle des naissances et à « la maternité choisie » comme moyen d'améliorer la « race » ».  
Un temps membre du Parti communiste de Grande-Bretagne, elle le quitte en 1923 à cause de ses positions conservatrices sur la question de l’avortement ; elle érige au contraire en exemple le régime plus favorable mis en place en Union soviétique.
Représentante de l’aile radicale du féminisme britannique, elle adhère à l'Union sociale et politique des femmes puis fonde en 1935 l’Abortion law reform association.